# Pirates Savona
I Pirates Savona sono una squadra di football americano e flag football di Savona. La squadra maschile di football americano partecipa al campionato di Prima Divisione,Italian Football League(IFL), mentre la femminile di football americano e la formazione di flag football partecipano ai rispettivi campionati nazionali.

## Dettaglio stagioni

### Campionato italiano

#### CIFAF
| Stagione | regular season | regular season | regular season | regular season | regular season | regular season | playoff | playoff | playoff | playoff | playoff | playoff    | playoff           |
|          | Vin            | Par            | Per            | Tot            | PF             | PS             | Vin     | Per     | Tot     | PF      | PS      | risultato  | avversaria        |
| -------- | -------------- | -------------- | -------------- | -------------- | -------------- | -------------- | ------- | ------- | ------- | ------- | ------- | ---------- | ----------------- |
| 2017     | 1              | 0              | 5              | 6              | 38             | 253            | -       | -       | -       | -       | -       | -          | -                 |
| 2018     | 2              | 0              | 2              | 4              | 32             | 39             | 0       | 1       | 1       | 0       | 13      | Semifinale | Underdogs Bologna |
| 2019     | 1              | 1              | 2              | 4              | 52             | 46             | 0       | 1       | 1       | 0       | 22      | Semifinale | Underdogs Bologna |
| 2021     | 2              | 0              | 2              | 4              | 22             | 68             | -       | -       | -       | -       | -       | -          | -                 |
| Totale   | 6              | 1              | 11             | 18             | 144            | 406            | 0       | 2       | 2       | 0       | 35      |            |                   |

Fonte: Enciclopedia del Football - A cura di Roberto Mezzetti

#### Serie A2/Serie B (secondo livello)/Seconda Divisione
| Stagione | regular season | regular season | regular season | regular season | regular season | regular season | playoff | playoff | playoff | playoff | playoff | playoff             | playoff          |
|          | Vin            | Par            | Per            | Tot            | PF             | PS             | Vin     | Per     | Tot     | PF      | PS      | risultato           | avversaria       |
| -------- | -------------- | -------------- | -------------- | -------------- | -------------- | -------------- | ------- | ------- | ------- | ------- | ------- | ------------------- | ---------------- |
| 1984     | 6              | 2              | 2              | 10             | 197            | 145            | -       | -       | -       | -       | -       | -                   | -                |
| 1985     | 3              | 0              | 7              | 10             | 98             | 175            | -       | -       | -       | -       | -       | -                   | -                |
| 1986     | 5              | 0              | 5              | 10             | 163            | 141            | -       | -       | -       | -       | -       | -                   | -                |
| 1987     | 7              | 1              | 2              | 10             | 159            | 34             | 0       | 1       | 1       | 6       | 7       | Primo turno playoff | Kings Napoli     |
| 1988     | 4              | 0              | 4              | 8              | 116            | 121            | -       | -       | -       | -       | -       | -                   | -                |
| 1989     | 2              | 1              | 5              | 8              | 111            | 131            | -       | -       | -       | -       | -       | -                   | -                |
| 1990     | 0              | 0              | 8              | 8              | 64             | 287            | -       | -       | -       | -       | -       | -                   | -                |
| 1991     | 1              | 0              | 5              | 6              | 70             | 144            | -       | -       | -       | -       | -       | -                   | -                |
| 1992     | 1              | 0              | 6              | 7              | 92             | 150            | -       | -       | -       | -       | -       | -                   | -                |
| 2006     | 0              | 0              | 7              | 7              | 28             | 238            | -       | -       | -       | -       | -       | -                   | -                |
| 2021     | 1              | 0              | 5              | 6              | 71             | 159            | -       | -       | -       | -       | -       | -                   | -                |
| 2022     | 4              | 0              | 2              | 6              | 94             | 85             | 1       | 1       | 2       | 43      | 38      | Semifinale playoff  | Skorpions Varese |
| 2023     | 6              | 0              | 2              | 8              | 184            | 129            | 1       | 1       | 2       | 38      | 35      | Semifinale playoff  | Lions Bergamo    |
| 2024     | 8              | 0              | 0              | 8              | 257            | 73             | -       | -       | -       | -       | -       | -                   | -                |
| Totale   | 48             | 4              | 60             | 112            | 1704           | 2012           | 2       | 3       | 5       | 87      | 80      |                     |                  |

Fonte: Enciclopedia del Football - A cura di Roberto Mezzetti

#### Serie B NFLI (secondo livello)
A seguito dell'ingresso di FIDAF nel CONI questo torneo non è considerato ufficiale.
| Stagione | regular season | regular season | regular season | regular season | regular season | regular season | playoff | playoff | playoff | playoff | playoff | playoff   | playoff    |
|          | Vin            | Par            | Per            | Tot            | PF             | PS             | Vin     | Per     | Tot     | PF      | PS      | risultato | avversaria |
| -------- | -------------- | -------------- | -------------- | -------------- | -------------- | -------------- | ------- | ------- | ------- | ------- | ------- | --------- | ---------- |
| 2008     | 1              | 0              | 5              | 6              | 69             | 111            | -       | -       | -       | -       | -       | -         | -          |
| Totale   | 1              | 0              | 5              | 6              | 69             | 111            | -       | -       | -       | -       | -       |           |            |

Fonte: Enciclopedia del Football - A cura di Roberto Mezzetti

#### Serie B (terzo livello)/Arena League/CIF9/Terza Divisione
| Stagione | regular season | regular season | regular season | regular season | regular season | regular season | playoff | playoff | playoff | playoff | playoff | playoff                  | playoff           |
|          | Vin            | Par            | Per            | Tot            | PF             | PS             | Vin     | Per     | Tot     | PF      | PS      | risultato                | avversaria        |
| -------- | -------------- | -------------- | -------------- | -------------- | -------------- | -------------- | ------- | ------- | ------- | ------- | ------- | ------------------------ | ----------------- |
| 2007     | 1              | 0              | 5              | 6              | 46             | 174            | -       | -       | -       | -       | -       | -                        | -                 |
| 2009     | 1              | 0              | 4              | 5              | 43             | 103            | -       | -       | -       | -       | -       | -                        | -                 |
| 2010     | 1              | 0              | 5              | 6              | 14             | 96             | -       | -       | -       | -       | -       | -                        | -                 |
| 2011     | 3              | 0              | 3              | 6              | 43             | 141            | -       | -       | -       | -       | -       | -                        | -                 |
| 2012     | 4              | 0              | 2              | 6              | 82             | 115            | 0       | 1       | 1       | 20      | 21      | Wild Card                | Storms CUS Pisa   |
| 2013     | 1              | 0              | 5              | 6              | 33             | 87             | -       | -       | -       | -       | -       | -                        | -                 |
| 2014     | 5              | 0              | 1              | 6              | 129            | 53             | 1       | 1       | 2       | 34      | 58      | Semifinale di conference | Ravens Imola      |
| 2015     | 4              | 0              | 2              | 6              | 171            | 78             | 0       | 1       | 1       | 0       | 14      | Wild Card                | Knights Persiceto |
| 2016     | 2              | 0              | 4              | 6              | 122            | 140            | -       | -       | -       | -       | -       | -                        | -                 |
| 2017     | 4              | 0              | 2              | 6              | 188            | 111            | 1       | 1       | 2       | 33      | 50      | Quarti di conference     | Sentinels Isonzo  |
| 2018     | 3              | 0              | 3              | 6              | 166            | 65             | -       | -       | -       | -       | -       | -                        | -                 |
| 2019     | 6              | 0              | 0              | 6              | 198            | 86             | 1       | 1       | 2       | 17      | 28      | Semifinale di conference | Briganti Napoli   |
| Totale   | 35             | 0              | 36             | 71             | 1235           | 1249           | 3       | 5       | 8       | 94      | 171     |                          |                   |

Fonte: Enciclopedia del Football - A cura di Roberto Mezzetti

### Coppa Italia

#### Femminile
| Stagione | regular season | regular season | regular season | regular season | regular season | regular season | playoff | playoff | playoff | playoff | playoff | playoff   | playoff       |
|          | Vin            | Par            | Per            | Tot            | PF             | PS             | Vin     | Per     | Tot     | PF      | PS      | risultato | avversaria    |
| -------- | -------------- | -------------- | -------------- | -------------- | -------------- | -------------- | ------- | ------- | ------- | ------- | ------- | --------- | ------------- |
| 2021     | 2              | 0              | 1              | 3              | 36             | 22             | 0       | 1       | 1       | 6       | 54      | Finale    | Sirene Milano |
| Totale   | 2              | 0              | 1              | 3              | 36             | 22             | 0       | 1       | 1       | 6       | 54      |           |               |

Fonte: Enciclopedia del Football - A cura di Roberto Mezzetti

### Riepilogo fasi finali disputate
| Anno             | Luogo               | Evento                        | Fase del torneo          | Incontro                           | Risultato |
| 7 giugno 1987    | Savona              | Serie B                       | Primo turno              | Pirates Savona - Kings Napoli      | 6 - 7     |
| 26 maggio 2012   | Savona              | CIF9                          | Wild Card                | Pirates Savona - Storms CUS Pisa   | 20 - 21   |
| 8 giugno 2014    | Imola               | Terza Divisione               | Semifinale di conference | Ravens Imola - Pirates Savona      | 27 - 0    |
| 30 maggio 2015   | Savona              | Terza Divisione               | Wild Card                | Pirates Savona - Knights Persiceto | 0 - 14    |
| 11 giugno 2017   | Fogliano-Redipuglia | Terza Divisione               | Quarti di conference     | Sentinels Isonzo - Pirates Savona  | 38 - 7    |
| 16 dicembre 2018 | Bologna             | CIFAF                         | Semifinale               | Underdogs Bologna - Pirates Savona | 13 - 0    |
| 16 giugno 2019   | Napoli              | CIF9                          | Semifinale di conference | Briganti Napoli - Pirates Savona   | 16 - 0    |
| 15 dicembre 2019 | Bologna             | CIFAF                         | Semifinale               | Underdogs Bologna - Pirates Savona | 22 - 0    |
| 23 luglio 2021   | Cecina              | Coppa Italia Tackle Femminile | Finale                   | Sirene Milano - Pirates Savona     | 54 - 6    |